# Lomographa prohypophaea
Lomographa prohypophaea là một loài bướm đêm trong họ Geometridae.